# Anne-Sophie Barthet
Anne-Sophie Barthet (ur. 23 lutego 1988 w Tuluzie) – francuska narciarka alpejska, specjalizująca się w konkurencjach technicznych.

## Kariera
Na arenie międzynarodowej Barthet po raz pierwszy pojawiła się 19 listopada 2003 roku w Tignes, gdzie w zawodach FIS Race w gigancie zajęła 29. miejsce. W 2006 roku wystartowała na mistrzostwach świata juniorów w Québecu, gdzie jej najlepszym wynikiem było ósme miejsce w zjeździe. Na rozgrywanych rok później mistrzostwach świata juniorów w Altenmarkt była między innymi ósma w zjeździe i czternasta w supergigancie.
W zawodach Pucharu Świata zadebiutowała 22 października 2005 roku w Sölden, gdzie nie zakwalifikowała się do drugiego przejazdu giganta. Pierwsze pucharowe punkty wywalczyła 11 grudnia 2005 roku w Aspen, zajmując 26. miejsce w slalomie. Na podium zawodów tego cyklu po raz pierwszy stanęła 28 lutego 2016 roku w Soldeu, gdzie była trzecia w superkombinacji. Najlepsze wyniki osiągała w sezonie 2015/2016, kiedy zajęła 32. miejsce w klasyfikacji generalnej.
W 2007 roku wystartowała na mistrzostwach świata w Åre, gdzie była między innymi dziewiętnasta w slalomie. Na rozgrywanych cztery lata później mistrzostwach świata w Garmisch-Partenkirchen w tej samej konkurencji była czternasta, a w gigancie zajęła dziewiętnaste miejsce. Zajęła też dwunaste miejsce w superkombinacji podczas mistrzostw świata w Sankt Moritz w 2017 roku. Brała także udział w igrzyskach olimpijskich w Soczi, zajmując czternaste miejsce w gigancie i osiemnaste w slalomie.

## Osiągnięcia

### Igrzyska olimpijskie
| Miejsce | Dzień     | Rok  | Miejscowość | Konkurencja | Czas biegu | Strata | Zwyciężczyni     |
| ------- | --------- | ---- | ----------- | ----------- | ---------- | ------ | ---------------- |
| DNF     | 18 lutego | 2006 | Turyn       | Kombinacja  | 2:51,08    | -      | Janica Kostelić  |
| 34.     | 22 lutego | 2006 | Turyn       | Slalom      | 1:29,04    | +7,62  | Anja Pärson      |
| 26.     | 26 lutego | 2010 | Vancouver   | Slalom      | 1:42,89    | +4,94  | Maria Riesch     |
| 14.     | 18 lutego | 2014 | Soczi       | Gigant      | 2:36,87    | +3,01  | Tina Maze        |
| 18.     | 21 lutego | 2014 | Soczi       | Slalom      | 1:44,54    | +5,57  | Mikaela Shiffrin |

### Mistrzostwa świata
| Miejsce | Dzień     | Rok  | Miejscowość  | Konkurencja     | Czas biegu | Strata | Zwyciężczyni      |
| ------- | --------- | ---- | ------------ | --------------- | ---------- | ------ | ----------------- |
| DNF     | 6 lutego  | 2007 | Åre          | Supergigant     | 1:18,85    | -      | Anja Pärson       |
| 22.     | 9 lutego  | 2007 | Åre          | Superkombinacja | 1:57,69    | +5,04  | Anja Pärson       |
| 19.     | 16 lutego | 2007 | Åre          | Slalom          | 1:43,91    | +3,16  | Šárka Záhrobská   |
| 19.     | 17 lutego | 2011 | Ga-Pa        | Gigant          | 2:20,54    | +2,19  | Tina Maze         |
| 14.     | 19 lutego | 2011 | Ga-Pa        | Slalom          | 1:45,79    | +3,05  | Marlies Schild    |
| 16.     | 8 lutego  | 2013 | Schladming   | Superkombinacja | 2:39,92    | +5,71  | Maria Höfl-Riesch |
| 20.     | 14 lutego | 2013 | Schladming   | Gigant          | 2:08,06    | +4,33  | Tessa Worley      |
| 24.     | 16 lutego | 2013 | Schladming   | Slalom          | 1:39,85    | +3,51  | Mikaela Shiffrin  |
| 12.     | 10 lutego | 2017 | Sankt Moritz | Superkombinacja | 1:58,88    | +2,08  | Wendy Holdener    |
| 23.     | 18 lutego | 2017 | Sankt Moritz | Slalom          | 1:37,27    | +4,55  | Mikaela Shiffrin  |

### Mistrzostwa świata juniorów
| Miejsce | Dzień   | Rok  | Miejscowość | Konkurencja | Czas biegu | Strata | Zwyciężczyni          |
| ------- | ------- | ---- | ----------- | ----------- | ---------- | ------ | --------------------- |
| 8.      | 3 marca | 2006 | Québec      | Zjazd       | 1:13,51    | +1,11  | Marianne Abderhalden  |
| 28.     | 4 marca | 2006 | Québec      | Slalom      | 1:37,30    | +4,29  | Maria Pietilä-Holmner |
| 20.     | 5 marca | 2006 | Québec      | Supergigant | 1:10,96    | +2,10  | Anna Fenninger        |
| 26.     | 7 marca | 2006 | Québec      | Gigant      | 2:22,43    | +4,46  | Tina Weirather        |
| 8.      | 7 marca | 2007 | Altenmarkt  | Zjazd       | 1:39,69    | +1,38  | Tina Weirather        |
| 20.     | 8 marca | 2007 | Altenmarkt  | Gigant      | 2:14,90    | +3,31  | Nicole Schmidhofer    |
| 14.     | 9 marca | 2007 | Altenmarkt  | Supergigant | 1:19,34    | +2,14  | Nicole Schmidhofer    |

### Puchar Świata

#### Miejsca w klasyfikacji generalnej
- sezon 2005/2006: 92.
- sezon 2006/2007: 83.
- sezon 2007/2008: 118.
- sezon 2008/2009: -
- sezon 2009/2010: 75.
- sezon 2010/2011: 71.
- sezon 2011/2012: 48.
- sezon 2012/2013: 48.
- sezon 2013/2014: 70.
- sezon 2014/2015: 72.
- sezon 2015/2016: 32
- sezon 2016/2017: 71.
- sezon 2017/2018: 82.

#### Miejsca na podium w zawodach
1. Soldeu – 28 lutego 2016 (superkombinacja) – 3. miejsce